# (11740) Georgesmith
(11740) Georgesmith (1998 UK6) – planetoida z pasa głównego asteroid okrążająca Słońce w ciągu 4,96 lat w średniej odległości 2,91 j.a. Odkryta 22 października 1998 roku.